# Апостольский викариат Пуэрто-Гаитана
Апостольский викариат Пуэрто-Гаитана (лат. Vicariatus Apostolicus Portus Gaitani) — апостольский викариат Римско-Католической Церкви с центром в городе Пуэрто-Гаитан. Апостольский викариат Пуэрто-Гаитана подчиняется непосредственно Святому Престолу. Кафедральным собором апостольского викариата Пуэрто-Гаитана является церковь Пресвятой Девы Марии.

## История
22 декабря 1999 года Римский папа Иоанн Павел II издвл буллу «Manifestavit Dominus», которой упразднил апостольскую префектуру Вичады, разделив её территорию на апостольский викариат Пуэрто-Гаитана и апостольский викариат Пуэрто-Карреньо.

## Ординарии апостольского викариата
- епископ José Alberto Rozo Gutiérrez S.M.M.[1] (22.12.1999 — 2.03.2012).

## Источник
- Annuario Pontificio, Libreria Editrice Vaticana, Città del Vaticano, 2003, ISBN 88-209-7422-3
- Булла Manifestavit Dominus  (лат.)